# NBPF10
NBPF10‏ (NBPF member 9) هوَ بروتين يُشَفر بواسطة جين NBPF10 في الإنسان.